# Joachim Heider
Joachim (Achim) Heider (* 2. Juli 1944 in Bad Landeck) ist ein Produzent und Komponist, der auch unter dem Pseudonym Alfie Khan als Sänger in Erscheinung trat.

## Leben
Heider bekam mit zehn Jahren Akkordeonunterricht. Er begann 1958 als Pianist bei den „Bellboys“ mit Walter Becher, der sich später Addi Jet nannte und Sänger der Berliner Gruppe „Addi Jet and the Jetnick’s“ war. Er verließ die Formation später, um sich auf das Komponieren und das Pianospielen zu konzentrieren.
Seinen ersten großen Erfolg als Komponist hatte Heider 1965 mit Alle Wünsche kann man nicht erfüllen, gesungen von Michael Holm. Er ist der Entdecker von Marianne Rosenberg und Christian Anders, die er auch einige Jahre produzierte. Darüber hinaus hat Heider mit Udo Jürgens, Roland Kaiser, Howard Carpendale, Manuela, Freddy Quinn, Michael Schanze, Katja Ebstein, Mireille Mathieu, Peter Maffay, Karel Gott, den Weather Girls, Sandra Schwarzhaupt, Marisa Turner u. a. zusammengearbeitet.
In den 1960er Jahren bildete Joachim Heider mit Michael Holm ein Komponisten- und Produzententeam. Aus dieser Zeit stammen verschiedene Projekte, z. B. haben die beiden unter mehreren Künstlernamen, wie Daisy Clan, Mike & Joe und The Hippies, Platten produziert. Gemeinsam schrieben die zwei Musiker auch den Soundtrack zum Film Regina Maris.
Als Sänger war Heider Anfang der 1970er Jahre in den Hitparaden vertreten. Er war einer der ersten Komponisten, die erfolgreich Rock- und Pop-Elemente in den deutschen Schlager einbrachten.
1980 gelang es Heider, die Zustimmung der Band Pink Floyd zu erhalten, eine deutsche Version von deren Hit Another Brick in the Wall zu veröffentlichen. Der Titel hieß in der deutschen Version Stein um Stein und wurde von der Formation „Vierzehn“ gesungen.
Joachim Heider nutzte später auch immer wieder Pseudonyme oder Abwandlungen seines Namens, z. B. Jo Heider, Achim Heider, Heider & Kalif, Mr. Hyder oder Alfie. Außerdem war er Bandleader des Alfie Khan Sound Orchestra.

## Veröffentlichungen

### Werke als Komponist (Auswahl)
- Alle Wünsche kann man nicht erfüllen (1965, Michael Holm)
- Sommerblau (1967, Rex Gildo)
- Ein Junggeselle weniger (1967, Siw Malmkvist)
- Lieb mich (1968, Hans Hass jr.)
- Carneval in Caracas (1968, Siw Malmkvist)
- Rot ist die Liebe (1969, Anna-Lena)
- Geh nicht vorbei (1969, Christian Anders)
- Nie mehr allein (1969, Christian Anders)
- Wenn du liebst (1970, Manuela)
- ABC (1970, Manuela / Telefunken/Hansa)
- Du gehörst zu mir (1970, Christian Anders)
- Einen Ring mit deinem Namen (1970, Anna-Lena)
- Mr. Paul McCartney (1970, Marianne Rosenberg)
- Adiolé (1970, Siw Malmkvist)
- Tennessee Baby (1970, Tommy Körberg)
- Er ist nicht wie du (1971, Marianne Rosenberg)
- Fremder Mann (1971, Marianne Rosenberg)
- Ich leg’ mein Herz in deine Hände (1971, Marianne Rosenberg)
- Ich lass dich nicht gehen (1971, Christian Anders)
- Dich will ich lieben (1971, Christian Anders)
- Dieser Tag hat so vieles verändert (1972, Jürgen Drews)
- Here We are Together (1972, Windows)
- Nur die Liebe läßt uns leben (1972, Mary Roos)
- Du bringst die Liebe in mein Leben (1972, Jürgen Drews)
- Eine Reise ins Nirwana (1973, Jürgen Drews)
- Zeit ist eine lange Straße (1973, Jürgen Drews)
- Er war Student in Heidelberg (1974, Dorthe Kollo)
- (Bitte komm nach Schwabing) Doch er sagt nein (1974, Olga Garcia)
- Wären Tränen aus Gold (1974, Marianne Rosenberg)
- Er liebt mich (1974, Siw Malmkvist)
- Zwei in Verona (1974, Renate Kern)
- Wenn du gehst (1974, Renate Kern)
- Unser Traum fing doch erst an (1974, Lou Christoph)
- Weil ich dich liebe (1974, Jürgen Drews)
- Er gehört zu mir (1975, Marianne Rosenberg)
- Hell wie ein Diamant (1975, Michael Schanze)
- Lady Love (1975, Michael Holm)
- Du bist mein Leben (1975, Lou Christoph)
- Du hast geweint (1975, Michael Schanze)
- Du gehörst an die Leine, Paul (1976, Juliane Werding)
- Junges Herz (1976, Dunja Rajter)
- Hier ist das Leben (1976, Su Kramer)
- Low Down Love (1976, Jane Palmer)
- Willst du mich (1976, Jane Palmer)
- You Got the Power (1976, Su Kramer)
- Keiner war wie du (1976, Jane Palmer)
- Dream On Dreamer Boy (1976, Jane Palmer)
- Nie mehr (1976, Michael Schanze)
- Es ist Morgen und ich liebe dich noch immer (1976, Michael Schanze)
- Und es war Sommer (1976, Peter Maffay)
- Liebe kann so weh tun (1976, Marianne Rosenberg)
- Lieder der Nacht (1976, Marianne Rosenberg)
- Der Tag kommt für uns zwei (1976, Daniel David)
- Denn kein Engel tanzt Rock'n Roll (1976, Daniel David)
- Marleen (1976, Marianne Rosenberg)
- Lieder im Wind (1977, Dorthe Kollo)
- Mein Gott das dauert (1977, Dorthe Kollo)
- Und sein Name war No (1977, Maggie Mae)
- Nimm Dir Zeit für sie (1977, Marianne Rosenberg)
- …und dann noch eins, ich liebe dich (1977, Maggie Mae)
- Lonely Lovin’ (1977, Jane Palmer)
- Du und ich (1977, Katja Ebstein)
- Weck mich bevor du gehst (1977, Katja Ebstein)
- Ich bin dein Freund (1977, Michael Schanze)
- Danny wach auf (1978, Hagen Brandin)
- Nein, weinen werd ich nicht (1978, Marianne Rosenberg)
- Crystal Ball (1978, Jane Palmer)
- Dieses ist mein Land (1978, Maggie Mae)
- Es war beinah so wie ein Lied (1978, Katja Ebstein)
- Schalt mal dein Herz auf Empfang (1978, Michael Schanze)
- Einsam Drei-Null-Vier (1979, Hagen Brandin)
- Mädchen, dieses Mal ist es ernst mit uns zwei'n (1979, Hagen Brandin)
- Das allererste Mal (1979 Maggie Mae)
- Sie ist kalt (Discoversion) (1979, Marianne Rosenberg)
- Stein um Stein (1980, Vierzehn)
- Auch diese Nacht geht mal vorbei (1980, Hagen Brandin)
- Die deutschen Stars auf 45 (1981, Die deutschen Stars auf 45)
- Wer dem Wind gehört (1981, Freddy Quinn)
- Dich zu lieben (1981, Roland Kaiser)
- Adios Maria (1982, Freddy Quinn)
- Die Nacht der Lüge (1982, Denise)
- Manchmal möchte ich schon mit dir (1982, Roland Kaiser)
- Und plötzlich ist es wieder da (1983, Rex Gildo)
- Die Nacht von Casablanca (1983, Freddy Quinn)
- Ich bin der Adler, Du der Wind (1983, Karel Gott)
- Die Gefühle sind frei (1983, Roland Kaiser)
- Komm doch zu mir (1984, Thomas Frank)
- Willkommen im Dschungel (1984, Bernhard Brink)
- Manchmal bei Nacht (1984, Freddy Quinn)
- Joana (1984, Roland Kaiser)
- Es kann der Frömmste nicht in Frieden leben (1984, Roland Kaiser)
- Wer weiß (1985, Bernd Clüver)
- Amandas Augen (1987, Bernhard Brink)
- Can U Feel It (1993, Weather Girls)
- We Shall All Be Free (1994, Weather Girls)
- Party (1994, Weather Girls)
- Who’s Gonna Kiss That Man (1995, Marisa Turner)
- Deeper in the night (1996, Marisa Turner)
- Hero of the Night (1996, Sandra Schwarzhaupt)
- I Wanna Be Loved by You (Ooh Baby Ooh) (1998, Marisa Turner)
- People 2 People (1998, Marisa Turner)
- Don’t Need to Know Your Name (1998, Marisa Turner)
- You Got the Power ’09 (2009, Su Kramer)
- Hier ist das Leben ’09 (2009, Su Kramer)

### Als Sänger
- Sie kommt noch heut (1970)
- She’s Coming Back / Come on Babe (1970 NL #23)
- Komm und geh mit mir
- I saw the light / What must I do (1971)
- Das war kein Traum / Josie (1971)
- Olé Olé / Samoa (1973)
- Das werden schöne Tage / Tennessee Baby (1972)
- Jo Jo Bengy / Stay girl (1973)
- Mon amour m'attend (She waits for me) (Part 1 & 2) (1976)

### Mit dem „Alfie Khan Sound Orchestra“
- Woman (LP)
- Gettin’ Vibrations (LP)
- Lady (Song, 2011)

### Als „Alfie“
- Alfie’s Ball (LP)
- Another Night (Single 1980)